# Energiminister
Energiminister var en ministerpost i Danmark fra 1979-1994. I dag hører energiministeriets ansvars- og arbejdsområder under Transport- og Energiministeriet, som opstod, efter at miljøministeriet og energiministeriet i 1994 blev knyttet sammen og i Svend Aukens periode hed Miljø- og Energiministeriet.